# بريان ر. هولواي
بريان ر. هولواي هو سياسي أمريكي، ولد في 16 أكتوبر 1977. نشط حزبياً في الحزب الجمهوري. وقد انتخب عضو مجلس نواب كارولينا الشمالية ‏.